# Georg Klebs
Georg Klebs (alemany: Georg Albrecht Klebs)  (Nidzica, 23 d'octubre de 1857 - Heidelberg, 15 d'octubre de 1918) va ser un botànic alemany. El seu germà era l'historiador Elimar Klebs.
Va estudiar química, filosofia i història de l'art a la Universitat de Königsberg i va ser ajudant d'Anton de Bary a la Universitat d'Estrasburg. També va ser ajudant de Julius Sachs a la Universitat de Würzburg i de Wilhelm Pfeffer a la Universitat de Tübingen. Va ser professor de la Universitat de Basilea el 1887, així com de la Universitat de Halle el 1898 i de la Universitat de Heidelberg el 1907, on va fundar l'actual jardí botànic, el Botanischer Garten der Universität Heidelberg. Va viatjar per Sibèria, Japó, Java, Índia i el Caucas entre 1910 i 1912. Va morir de grip durant la pandèmia de la grip espanyola de 1918.

## Publicacions
- Zur Entwicklungsphysiologie der Farnprothaillen, 3 Bände, 1917.
- Beiträge zur Physiologie der Pflanzenzelle, 1888.
- Die Bedingungen der Fortpflanzung bei einigen Algen und Pilzen, 1896, 2. Auflage 1928.
- Willkürliche Entwicklungsänderungen bei Pflanzen – Ein Beitrag zur Physiologie der Entwicklung, 1903.